# New Imperial Motors
New Imperial fou una empresa fabricant de motocicletes britànica. Fundada per Norman Downes a Birmingham en data incerta entre 1887 i 1901, la societat es va convertir en New Imperial Motors Ltd el 1912, quan va iniciar una producció seriosa. New Imperial va fabricar motocicletes innovadores que feien servir motors amb caixa de canvis integrada i xassissos amb suspensió posterior de molles, molt abans que aquests components esdevinguessin habituals. A més, va tenir un èxit moderat a les competicions. Gràcies a la bona marxa del negoci durant la dècada del 1920, l'empresa va poder aplicar les seves innovacions tècniques durant la del 1930 i va poder pal·liar així el declivi financer propi de l'època.
New Imperial va tenir problemes econòmics arran de la Gran Depressió i la consegüent davallada dràstica de les vendes i, a més, el fundador es va morir el 1938. L'empresa fou venuda i tornada a vendre fins que va cessar la producció a finals de 1939. Les seves antigues instal·lacions es varen fer servir més tard per a abastir les necessitats d'una Gran Bretanya en guerra.

## Abans de la Primera Guerra Mundial
La història de New Imperial, fundada per Norman Downes, es remunta als primers temps de la indústria de la bicicleta a Birmingham. A partir de 1887, New Imperial va fabricar accessoris per a bicicletes i, posteriorment, bicicletes completes, possiblement després de comprar el negoci de bicicletes en crisi de Hearl and Tonks (fundat el 1892).
S'ha dit també que Downes va crear New Imperial el 1901, però no s'ha trobat cap registre oficial de la primera constitució de l'empresa (els únics que s'han pogut documentar mostren la creació d'una societat limitada el 1908 anomenada New Imperial Cycle Company). El que sí que és demostrable és que aquell any, 1901, New Imperial va fabricar la seva primera motocicleta. El motor estava muntat davant del manillar i duia transmissió a la roda anterior per corretja de cuir. No es va arribar a vendre.
El 1910 va entrar en producció una moto equipada amb motor JAP de 293 cc.

### New Imperial Motors Ltd
El 1912 es registrà la societat New Imperial Motors Ltd, la qual oferia una gamma de tres motocicletes. Una New Imperial pilotada per A S Jones al Senior TT de l'illa de Man de 1913 va ser una de les 63 motos que es van haver de retirar durant la cursa aquell any (només 24 la van acabar).
El 1914 va aparèixer el nou model Imperial Light Tourist de 300 cc. El seu pes lleuger li va permetre superar algunes de les motos més pesades de 500 cc del seu temps. La Light Tourist va ser el començament d'una línia de motocicletes avançades i innovadores. Una New Imperial pilotada per Bert le Vack al Senior TT de 1914 va ser una de les 44 motos que es van retirar aquell any (van acabar la cursa 22 competidors). El 1915, el resultat fou similar.

## Després de la Primera Guerra Mundial

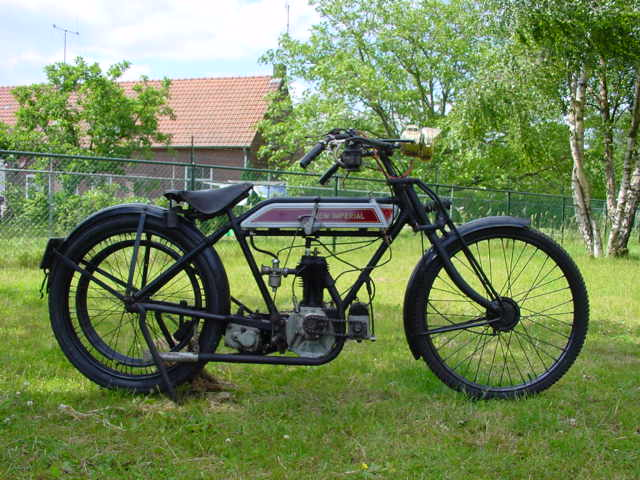
New Imperial Light Tourist amb motor JAP de 300 cc (1920)

Acabada la Primera Guerra Mundial, New Imperial va continuar la producció. Fins al 1925, l'empresa va muntar a les seves motocicletes motors Precision i JAP de 250 a 1.000 cc i després ja va fabricar els seus de propis, en cilindrades de 146 a 498 cc.
New Imperial va poder augmentar les vendes gràcies a la victòria del seu pilot Doug Prentice a la classe 250cc del TT de 1921. Va ser la primera de les sis victòries a la categoria Lightweight TT del TT de l'illa de Man de la marca, a més d'una a la categoria Junior (la cursa Junior no es va anomenar TT fins al 1922, de manera que aquella no fou exactament una victòria TT, sinó simplement una victòria a la classe de 250cc).
A mitjan dècada del 1920 el negoci de New Imperial anava bé (fabricava prop de 300 motos al mes), i va continuar fent-ho fins a la Gran Depressió dels anys 30. Des del 1926, l'empresa va fabricar els seus propis motors. El 1929, la producció de New Imperial es va traslladar de Princip Street, al Gun Quarter, a una fàbrica de 24.000 m2 de nova construcció a Spring Road, a la zona de Hall Green.

### Motors unitaris
El 1932, New Imperial va començar a fer servir motors unitaris (amb la caixa de canvis integrada al càrter, no pas separada com s'estilava a l'època) i va produir els models Unit Minor 150 i Unit Super 250. La firma va continuar utilitzant aquest tipus de motors i alguns models feien servir xassissos amb suspensió de ressorts Bentley i Draper, en una era encara dominada pels bastidors rígids. El 1938, tots els motors New Imperial eren unitaris. El 1934 Ginger Wood, pilotant una New Imperial 500 cc V-twin (bicilíndrica en V) durant una hora a Brooklands, va aconseguir una mitjana de 164,4 km/h. El setembre de 1935, R J D 'Bob' Burnie (de Sketty, Swansea) va completar amb la mateixa moto el quilòmetre llançat a la platja de Southport (Merseyside) durant el campionat britànic, a una velocitat de 162,16 km/h.
Bob Foster va guanyar el Lightweight TT de 1936 amb autoritat amb un model unitari. Aquesta va ser la darrera vegada que un britànic guanyava un Lightweight TT. Però malgrat l'avançada enginyeria i l'espectacular victòria al TT de Foster, les vendes no van millorar.

## Final

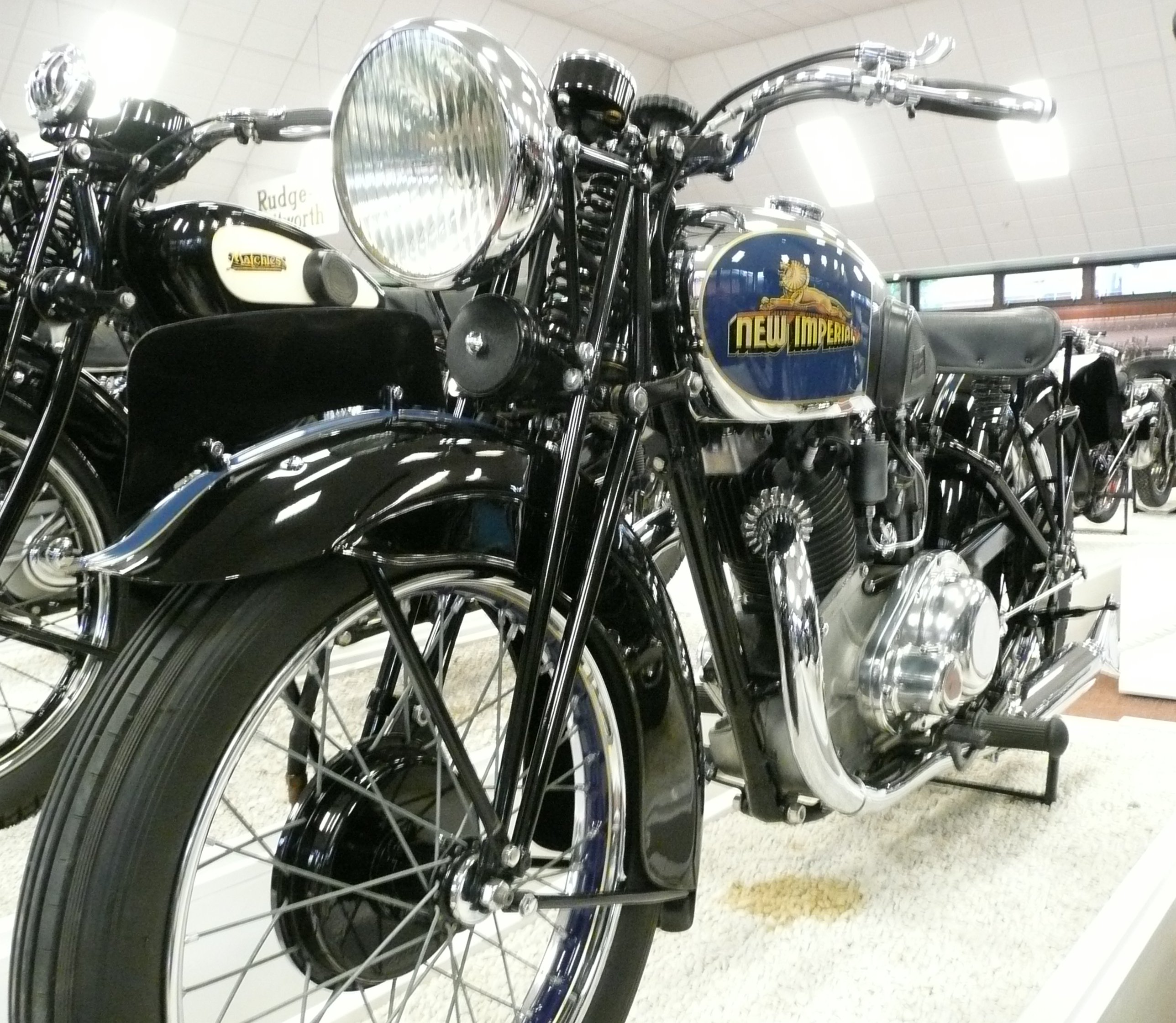
New Imperial Model 76 de 500 cc (1937)

Norman Downes es va morir el 1938. New Imperial va entrar en fase de liquidació i el Lloyds Bank va nomenar-ne un beneficiari el 7 de novembre d'aquell any. El beneficiari va anunciar la venda de New Imperial el 18 de novembre.
Jack Sangster, propietari d'Ariel i Triumph, va anunciar el 30 de desembre que havia comprat New Imperial i que la producció continuaria, i el 27 de febrer de 1939 es va reprendre efectivament. Al cap d'una setmana, però, es van escampar rumors que l'empresa es vendria a Solomon Joseph, propietari de les empreses Clifford Covering i Motor Components. La venda es va confirmar el 10 de febrer i la producció va continuar. Després de l'inici de la Segona Guerra Mundial, el 22 de setembre de 1939 totes les peces de recanvi es van vendre als Collier, d'AMC, els quals van establir aleshores una xarxa de revenedors de recanvis New Imperial.
Els registres de la Junta de Comerç mostren que New Imperial Ltd va canviar oficialment el seu nom a Clifford Aero & Auto Ltd., Aeronautical Engineers el 6 d'octubre de 1939, i després va produir components aeronàutics per a l'esforç bèl·lic durant la guerra.
Segons els informes, més endavant Sangster va vendre el nom New Imperial a BSA, potser quan es va incorporar a la junta directiva del grup el 1951. L'explicació més probable és que Sangster va tornar a comprar el nom a Clifford Aero & Auto quan aquests van canviar a la producció de guerra, o bé que Sangster havia conservat el nom i va permetre a Solomon Joseph d'emprar-lo comercialment fins que va esclatar la guerra i van canviar les circumstàncies, però aquests detalls no han pogut ser verificats.

### Propietat del nom
Tot i els plans per a ressuscitar-ne el nom, tot va acabar per a New Imperial. Molts anys després, durant la dècada del 2010, el preparador de motocicletes Mutt, amb seu a Birmingham, va comprar els drets de la marca i va reiniciar la producció de motocicletes New Imperial. La New Imperial Roadster 125 de 2018 fou la primera moto amb aquesta històrica marca produïda des de 1939. La va seguir el 2019 la New Imperial Tracker 125.